# Ryszard Ćwirlej
Ryszard Ćwirlej (ur. 1 listopada 1964 w Trzciance) – polski dziennikarz telewizyjny i pisarz.

## Życiorys
Ukończył socjologię na Uniwersytecie Śląskim w Katowicach. W latach 1996–1997 pracował w TVP Katowice, 1997–2010 w poznańskim oddziale TVP, gdzie m.in. był szefem redakcji Teleskopu. W latach 2010–2016 był członkiem zarządu do spraw programowych Radio Merkury S.A. w Poznaniu. Od 2010 wykładowca na Wydziale Nauk Politycznych i Dziennikarstwa Uniwersytetu im. Adama Mickiewicza w Poznaniu. W 2024 roku uzyskał tytuł doktora nauk społecznych w dyscyplinie nauki o mediach na podstawie rozprawy doktorskiej pt. Media elektroniczne w Poznaniu (1927–1993). Społeczno-polityczne determinanty rozwoju.  

## Twórczość

### Cykl o milicjantach i policjantach z Poznania
Powieści kryminalne, których akcja toczy się od lat osiemdziesiątych XX wieku do czasów współczesnych, w Poznaniu i innych miejscowościach Wielkopolski:
- Upiory spacerują nad Wartą (Wydawnictwo Replika, Zakrzewo 2007)[5]
- Trzynasty dzień tygodnia (Wydawnictwo Replika, Zakrzewo 2007)[6]
- Ręczna robota (Wydawnictwo W.A.B., Warszawa 2010)[7]
- Mocne uderzenie (Wydawnictwo W.A.B., Warszawa 2011)[8]
- Śmiertelnie poważna sprawa (Wydawnictwo Zysk i S-ka, Poznań 2013)[9]
- Błyskawiczna wypłata (Wydawnictwo Zysk i S-ka, Poznań 2014)[10]
- Jedyne wyjście (Wydawnictwo Filia, Poznań 2015)[11]
- Śliski interes (Wydawnictwo Muza, Warszawa 2016)[12]
- Milczenie jest srebrem (Wydawnictwo Muza, Warszawa 2017)[13]
- Masz to jak w banku (Wydawnictwo Muza, Warszawa 2018)[14]
- Ostra jazda (Wydawnictwo Muza, Warszawa 2019)[15]
- Szybki szmal (Wydawnictwo Muza, Warszawa 2020)[16]
- Mordercza rozgrywka (Wydawnictwo Muza, Warszawa 2021)[17]
- Naga prawda (Wydawnictwo Muza 2022)[18]
- Granica możliwości (Muza 2023)
- Ostatnia droga (Muza 2023)
- Pocałunek Judasza (Muza 2024)[19]
- Brudna forsa (Muza 2025)

Chronologia cyklu:
| Tom | Tytuł                      | Czas akcji                           | Wydarzenia towarzyszące                                             |
| --- | -------------------------- | ------------------------------------ | ------------------------------------------------------------------- |
| 2   | Trzynasty dzień tygodnia   | 12-16 grudnia 1981                   | wprowadzenie stanu wojennego                                        |
| 6   | Błyskawiczna wypłata       | 14-17 czerwca 1982                   | finał Mistrzostw Świata w Piłce Nożnej                              |
| 5   | Śmiertelnie poważna sprawa | 3 maja – 19 czerwca 1983             | II podróż apostolska Jana Pawła II do Polski                        |
| 8   | Śliski interes             | 20-23 grudnia 1983                   |                                                                     |
| 1   | Upiory spacerują nad Wartą | 3-7 czerwca 1985                     |                                                                     |
| 3   | Ręczna robota              | 8-13 marca 1986                      |                                                                     |
| 9   | Milczenie jest srebrem     | 11-24 marca 1986                     | kradzież konfesji św. Wojciecha z bazyliki prymasowskiej w Gnieźnie |
| 13  | Mordercza rozgrywka        | luty/czerwiec 1987                   | Międzynarodowe Targi Poznańskie                                     |
| 4   | Mocne uderzenie            | 5-8 sierpnia 1988                    | Festiwal Muzyków Rockowych w Jarocinie                              |
| 10  | Masz to jak w banku        | 10 października 1988 – 15 marca 1989 | obrady Okrągłego Stołu                                              |
| 15  | Granica możliwości         | 15 sierpnia 1990 - 5 września 1990   |                                                                     |
| 17  | Pocałunek Judasza          | 1991                                 |                                                                     |
| 7   | Jedyne wyjście             | czerwiec 2011                        |                                                                     |
| 11  | Ostra jazda                | 15 sierpnia – 17 września 2015       |                                                                     |
| 12  | Szybki szmal               | 29 czerwca – 6 lipca 2019            |                                                                     |
| 14  | Naga prawda                | styczeń - marzec 2020                |                                                                     |
| 16  | Ostatnia droga             | luty 2022                            | inwazja Rosji na Ukrainę                                            |

### Cykl, którego bohaterem jest komisarz Fischer
- Tam ci będzie lepiej (Wydawnictwo Czwarta Strona – Grupa Wydawnictwa Poznańskiego, Poznań 2015)[20]
- Tylko umarli wiedzą (Wydawnictwo Czwarta Strona – Grupa Wydawnictwa Poznańskiego, Poznań 2017)[21]
- Już nikogo nie słychać (Wydawnictwo Czwarta Strona – Grupa Wydawnictwa Poznańskiego, Poznań 2018)[22]
- Pójdę twoim śladem (Wydawnictwo Czwarta Strona – Grupa Wydawnictwa Poznańskiego, Poznań 2019)[23]
- Zaśpiewaj mi kołysankę (Wydawnictwo Czwarta Strona – Grupa Wydawnictwa Poznańskiego, Poznań 2020)[24]
- Wszyscy słyszeli jej krzyk (Wydawnictwo Czwarta Strona – Grupa Wydawnictwa Poznańskiego, Poznań 2021)
- Śmierci ulotny woal (Wydawnictwo Czwarta Strona – Grupa Wydawnictwa Poznańskiego, Poznań 2022)[25]
- Ofiara twoim przeznaczeniem (Wydawnictwo Czwarta Strona – Grupa Wydawnictwa Poznańskiego, Poznań 2023)
- Na trwogę bije dzwon (Wydawnictwo Agora, Warszawa 2024)[26]

Chronologia cyklu:
| Tom | Tytuł                       | Czas akcji                    |
| --- | --------------------------- | ----------------------------- |
| 4   | Pójdę twoim śladem          | 6 kwietnia – 7 maja 1919      |
| 5   | Zaśpiewaj mi kołysankę      | 4-11 kwietnia 1922            |
| 1   | Tam ci będzie lepiej        | 4-14 marca 1924               |
| 3   | Już nikogo nie słychać      | 15 listopada – 3 grudnia 1926 |
| 6   | Wszyscy słyszeli jej krzyk  | 1929                          |
| 7   | Śmierci ulotny woal         | 19-28 kwietnia 1930           |
| 8   | Ofiara twoim przeznaczeniem | 1931                          |
| 2   | Tylko umarli wiedzą         | 11-19 lipca 1932              |
| 9   | Na trwogę bije dzwon        | 1938-1939                     |

### Cykl, którego bohaterem jest Marcin Engel
- Niebiańskie osiedle (Wydawnictwo Czwarta Strona – Grupa Wydawnictwa Poznańskiego, Poznań 2021)
- Tęczowa dolina (Wydawnictwo Harde, Warszawa 2023)
- Rajski zakątek (Wydawnictwo Harde, Warszawa 2024)

### Scenariusze
- 3 km do raju – współscenarzysta z Rafałem Jerzakiem (2001); film nagrodzony na Ogólnopolskim Festiwalu Sztuki Filmowej „Prowincjonalia”[27].

## Nagrody i wyróżnienia
- 2015 – Nagroda Kryminalnej Piły dla najlepszej miejskiej powieści kryminalnej 2015 roku za powieść Błyskawiczna wypłata
- 2016 – Nagroda Prezydenta Miasta Piły „Syriusz 2016” w kategorii Kultura
- 2017 – Nagroda czytelników Wielkiego Kalibru 2016 za powieść Śliski interes
- 2018 – Nagroda Wielkiego Kalibru 2018 za powieść Tylko umarli wiedzą[28]
- 2018 – Nagroda Czytelników Wielkiego Kalibru 2018 za powieść Tylko umarli wiedzą
- 2020 – Nagroda Złotego Pocisku 2020 dla najlepszej polskiej powieści kryminalnej 2019 roku za książkę Ostra jazda
- 2023 – Nagroda dla najlepszego polskiego retrokryminału 2022 roku "Kryminalny Magiel"-Gostyń 2023"
- 2025 – Nagroda specjalna w konkursie im. J. Łukaszewicza Biblioteki Raczyńskich w Poznaniu, za literackie portrety Poznania
- 2025 – Nagroda Publiczności festiwalu "Dwa Teatry" za słuchowisko "Nikt nie jest doskonały"